# Johan Tas
Johan Tas is een voormalig Belgisch journalist en nieuwslezer van de VRT. 

## Biografie
Tas zat tussen 1971 en 1977 in het Koninklijk Atheneum te Aalst. Hij studeerde verder licentie in de Germaanse talen aan de universiteit van Gent tussen 1977 en 1981. 
Tas was enige jaren assistent aan de Erasmushogeschool te Brussel tussen 1983 en 1989 om vervolgens als verslaggever bij de VRT te beginnen. Hij versloeg tussen 1989 en 1998 binnen- en buitenland met in het bijzonder Nederland en de Britse Eilanden. In deze functie kon men hem ook regelmatig zien als nieuwslezer vanaf 1991. In 1998 werd hij eindredacteur van het VRT-journaal.
In het Groot Dictee der Nederlandse Taal in 1995 was hij de winnende prominente.  
Op 19 april 2023 om middernacht presenteerde hij zijn laatste radiojournaal, waarna hij op pensioen ging.